# جان بيار ويليمز
جان بيار ويليمز هو مبارز بالسيف بلجيكي، (و. 1886  م).

## وصلات خارجية
- جان بيار ويليمز على موقع أوليمبيديا (الإنجليزية)